# El Perú
El Perú (conosciuto anche come Waka') è un sito archeologico pre-colombiano della civiltà Maya popolato dal 500 a.C. all'800 d.C. Si trova a circa 80 km a ovest di Tikal nel Dipartimento di Petén in Guatemala.

## Etimologia
Il sito venne chiamato "El Perú" quando venne scoperto in tempi moderni nel ventesimo secolo. Le iscrizioni identificate e decifrate al sito indicano il nome originale come "Waka'". Entrambi i nomi sono usati ma El Perú viene maggiormente usato nelle mappe. Nei documenti si usa il nome "El Perú-Waka'".

## Storia
Il primo incontro tra gli abitanti di Teotihuacan e i Maya avvenne a Waka' nel 378, 10 giorni prima del loro arrivo a Tikal. Tra gli archeologi questo evento è conosciuto come "La Entrada". Durante le fasi iniziali del periodo classico, Waka' era alleata con Tikal.
In seguito tradì l'alleanza per schierarsi con Calakmul. La nuova unione venne garantita con il matrimonio di K'inich Balam ("Giaguaro con la faccia del Sole") con T'abi, la principessa reale di Calakmul, capitale della dinastia Kan all'epoca. Questa unione assicurò una alleanza militare con il governatore Yuknom Cheen, che stava cercando di unire alcuni regni Maya in una grande polis.
Il declino di Waka' fu causato proprio dall'alleanza con Calakmul. La gente di Tikal venne sconfitta in una guerra contro Calakmul nel periodo tardo classico, ma in seguito riuscì a riorganizzarsi e a sconfiggere la nuova potenza regionale. Il governatore di Calakmul, probabile fratello di T'abi, venne sconfitto, catturato e sacrificato nella piazza centrale di Tikal nel 732. Waka' venne acquisita come stato vassallo e distrutta una decina d'anni dopo, con la cattura e il sacrificio del successore di Kinich Balam.

## Potenza commerciale
Come potenza commerciale, Waka' controllava la regione vicina al fiume San Pedro. I beni commerciali erano il mais, fagioli, chili, avocado, chicle, lattice, giada e piume di quetzal.

## Scoperte recenti
Un numero di tombe sono state scoperte a Waka' e studiate. Un ritrovamento importante è la tomba della regina, che contiene i resti di una donna e oggetti preziosi. 
Un'altra tomba appartenente a un individuo importante è stata trovata recentemente all'interno di una piramide alta 18 metri, situata nel nucleo dei sito. La camera della tomba, lunga 5,1 metri e larga 1,5, conteneva una gran quantità di oggetti, principalmente oggetti di giada, conchiglie, oggetti in ceramica, dodici figurine modellate a somigliare giocatori di palla, le zampe di un giaguaro, e pietre provenienti dalle colline orientali e dalla costa pacifica, che venivano considerate segni di ricchezza. La tomba è stata datata come risalente tra il 200 e il 400.
Alcune ricerche fatte a Zapote Bobal mostrano che vi fu un legame importante tra quella città ed El Perú, con questa che potrebbe aver avuto una forte influenza sulla dinastia di Zapote Bobal.

## El Perú in tempi moderni
Il sito di Waka' è aperto per le visite turistiche e si trova sulla cima di una scarpata nel parco nazionale Laguna del Tigre, a sei km a nord del fiume San Pedro.